# John Walsh (Musikverleger)
John Walsh I. (* um 1665 in London; † 13. März 1736 ebenda) war ein englischer Musikverleger und Instrumentenbauer.

## Leben

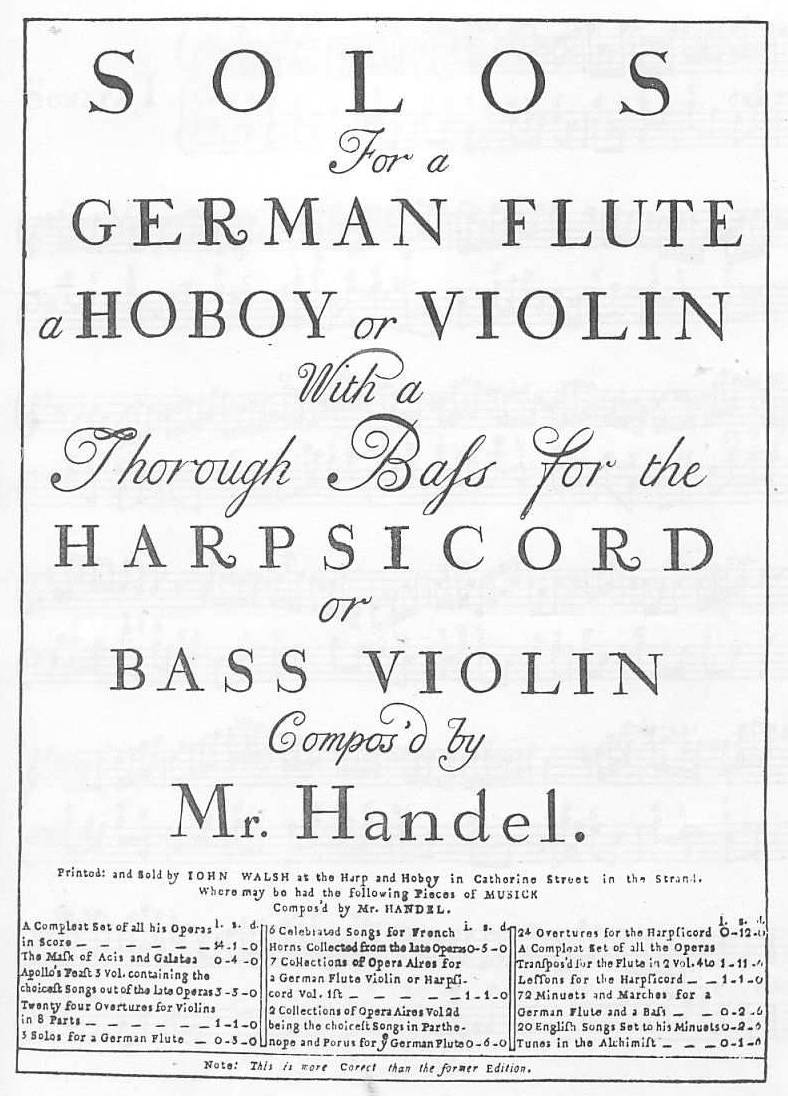
Titelseite von Solos for a German Flute a Hoboy or Violin with a Thorough Bass for the Harpsichord or Bass Violin Compos'd by Mr. Handel, von Walsh 1732 gedruckt

Walsh veröffentlichte zwischen 1695 und 1730 zumeist gemeinsam mit John Hare Musikstücke in einer bis dahin nicht gekannten Auflagenstärke. Ab 1706 war Walshs Schwager Peter Randall als Teilhaber im Verlag tätig. 
Neben den Werken englischer Komponisten veröffentlichte der Verlag beliebte Werke vor allem italienischer Meister, zum Beispiel die in England bis spät ins 18. Jahrhundert beliebten Triosonaten von Arcangelo Corelli, die durch die Firma Walsh vielfach neu aufgelegt wurden. Dies geschah nicht selten als Schwarzkopie (damals nicht selten) der niederländischen Erstausgaben von Estienne Roger. 
Walsh war ein tüchtiger Geschäftsmann, der es verstand durch Werbung, Subskriptionen und Verteilung von kostenlosen Probeexemplaren seinen Verlag zu fördern. Im Laufe der Jahre hatte er es zu einer Vormachtstellung für Musikeditionen auf dem englischen Markt gebracht. 1711 zog er aus dem Druck von Georg Friedrich Händels Oper Rinaldo einen großen Gewinn. 
Sein Sohn John Walsh II. (* 23. Dezember 1709; † 15. Januar 1766) war ebenfalls Verleger und Instrumentenbauer. Er vertiefte ab 1730 die Beziehungen zu Händel und veröffentlichte sämtliche Spätkompositionen des Hallenser Meisters. Da John Walsh II. kinderlos blieb, vermachte er den Verlag unter Auflagen seinem Cousin William Randall (1728–1776).